# Tosta gorgus
Tosta gorgus är en fjärilsart som beskrevs av Bell 1937. Tosta gorgus ingår i släktet Tosta och familjen tjockhuvuden. Inga underarter finns listade i Catalogue of Life.